# SubViewer
SubViewer — утилита для добавления и синхронизации субтитров с видео дорожкой. Она была создана Дэвидом Долинским в 1999 году и была доступна для загрузки на личном сайте,  Архивная копия от 15 февраля 2022 на Wayback Machine Примерно в это же время друг Давида создал программное обеспечение для извлечения субтитров из DVD под названием SubRip.
SubViewer приобрела популярность, когда стала поддерживаться DivX Media Player. 28 августа 2008 YouTube добавил поддержку SubViewer и SubRip.

## Техническая информация
Программа SubViewer содержит текстовый редактор и встроенный Microsoft ActiveX Media Player.
SubViewer использует текстовый файл с расширением .sub для описания данных о субтитрах и их времени. Чередующиеся языки или подобные вещи (такие как «только песни», «совместимые с версией 1.0») могут быть включен путём создания отдельного .sub файла для каждого случая.
Заголовочные секции, которые были определены в теге [INFORMATION] содержат метаданные и инструкции. Сразу же после объявляется секция [SUBTITLE], состоящая из диапазонов времени разделенных запятыми (с точностью до сотых долей секунды), и заголовка, находящегося между ними:
```
00:04:35.03,00:04:38.82
Привет ребята ... Садитесь, пожалуйста ...

00:05:00.19,00:05:03.47
Петя,[br] Ты с ума сошел?

```

Вторая редакция формата позволяет использовать тег [br] для переноса строк.
SubViewer может читать и много других форматов субтитров, таких как SMI (SAMI) (Microsoft), JacoSub, MicroDVD, SRT (SubRip), Sub Station Alpha и DVDSubtitle.
SubViewer также может прочитать Musics с синхронизированными субтитрами, как программное обеспечение Караоке.